# Catedral de Ruão (Monet)
A série da Catedral de Ruão (Catedral de Notre-Dame de Rouen) foi pintada em 1890 pelo impressionista francês Claude Monet. As trinta e uma pinturas da série pretendiam capturar a fachada da catedral em horas diferentes do dia e do ano, e refletir sobre os resultados obtidos sob diferentes condições de iluminação.

## Galeria
Tema e variações da Catedral de Ruão, segundo Claude Monet:

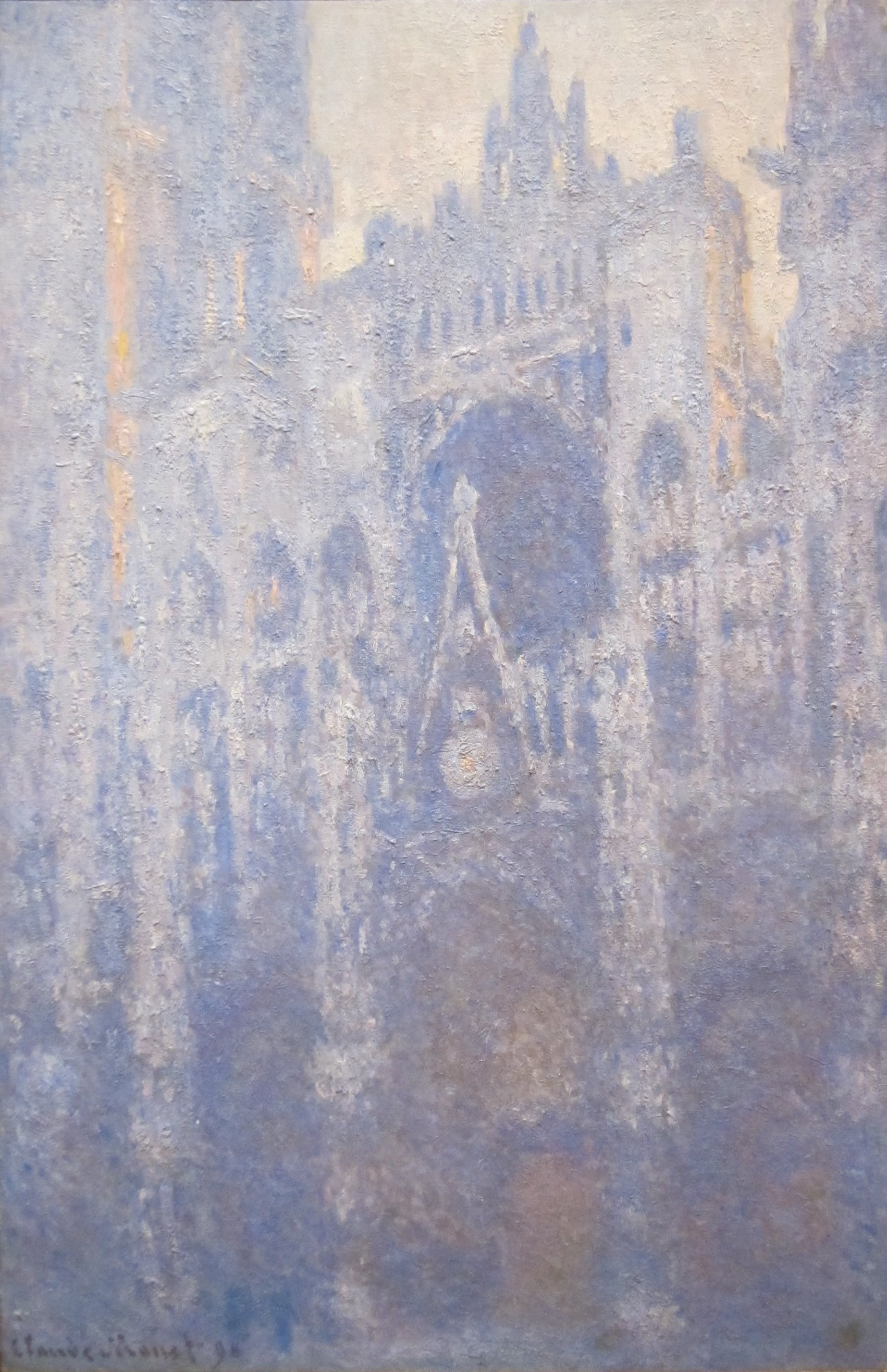
Luz da manhã, 1894, J. Paul Getty Museum.
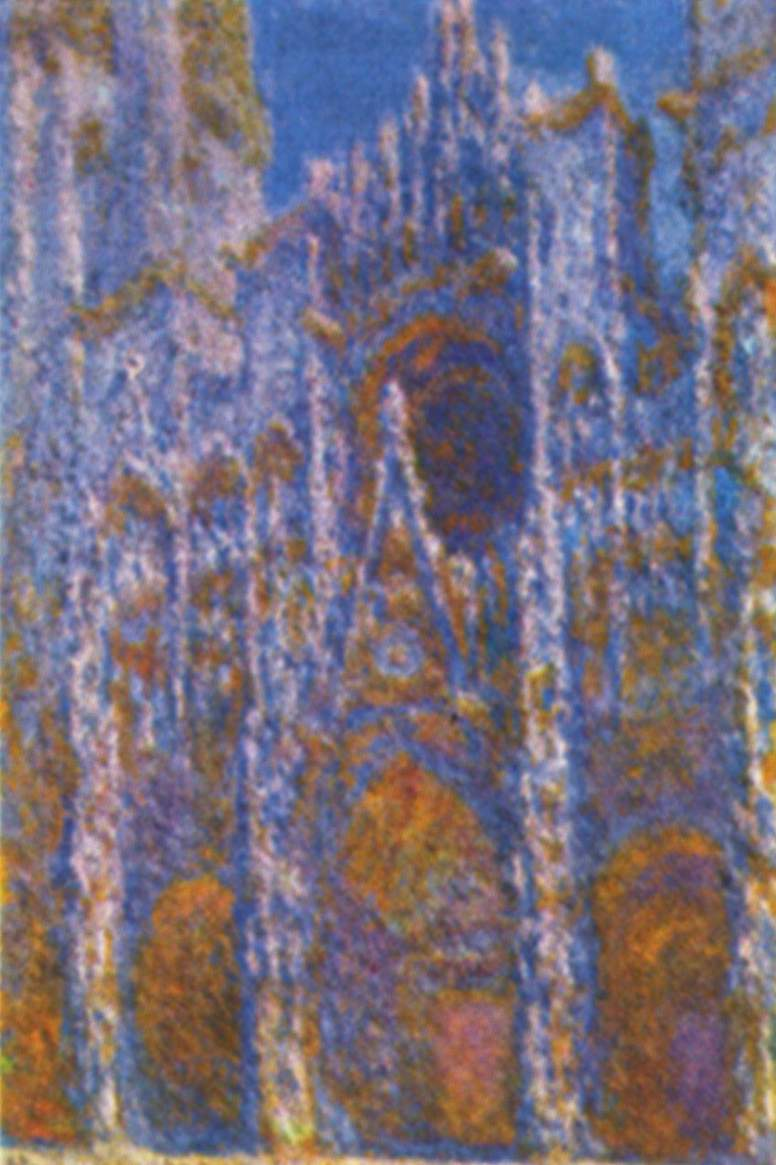
Manhã ensolarada, Harmonia em azul 1893, Musée d'Orsay
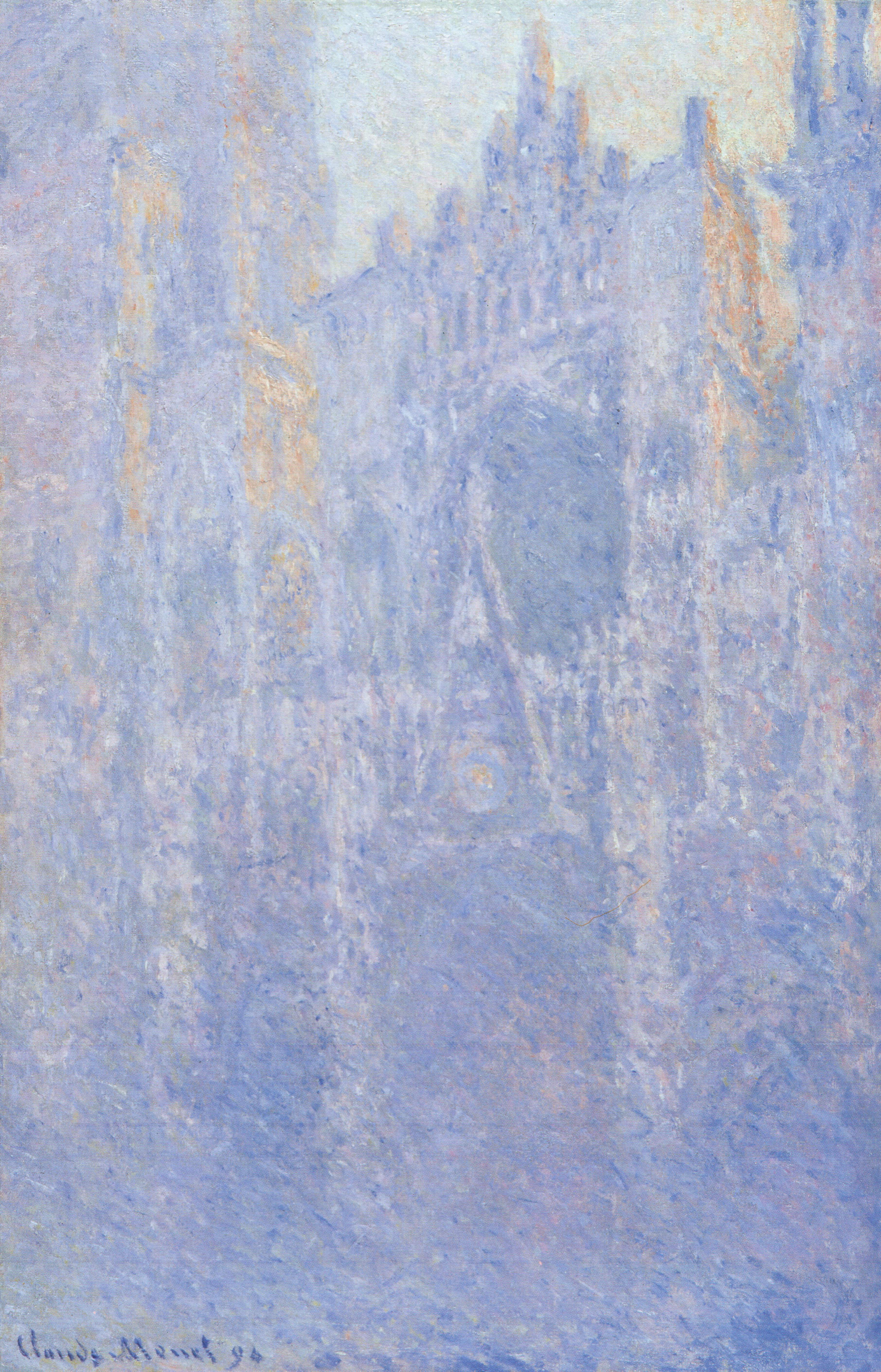
Efeito matinal 1892-1894, Folkwang Museum
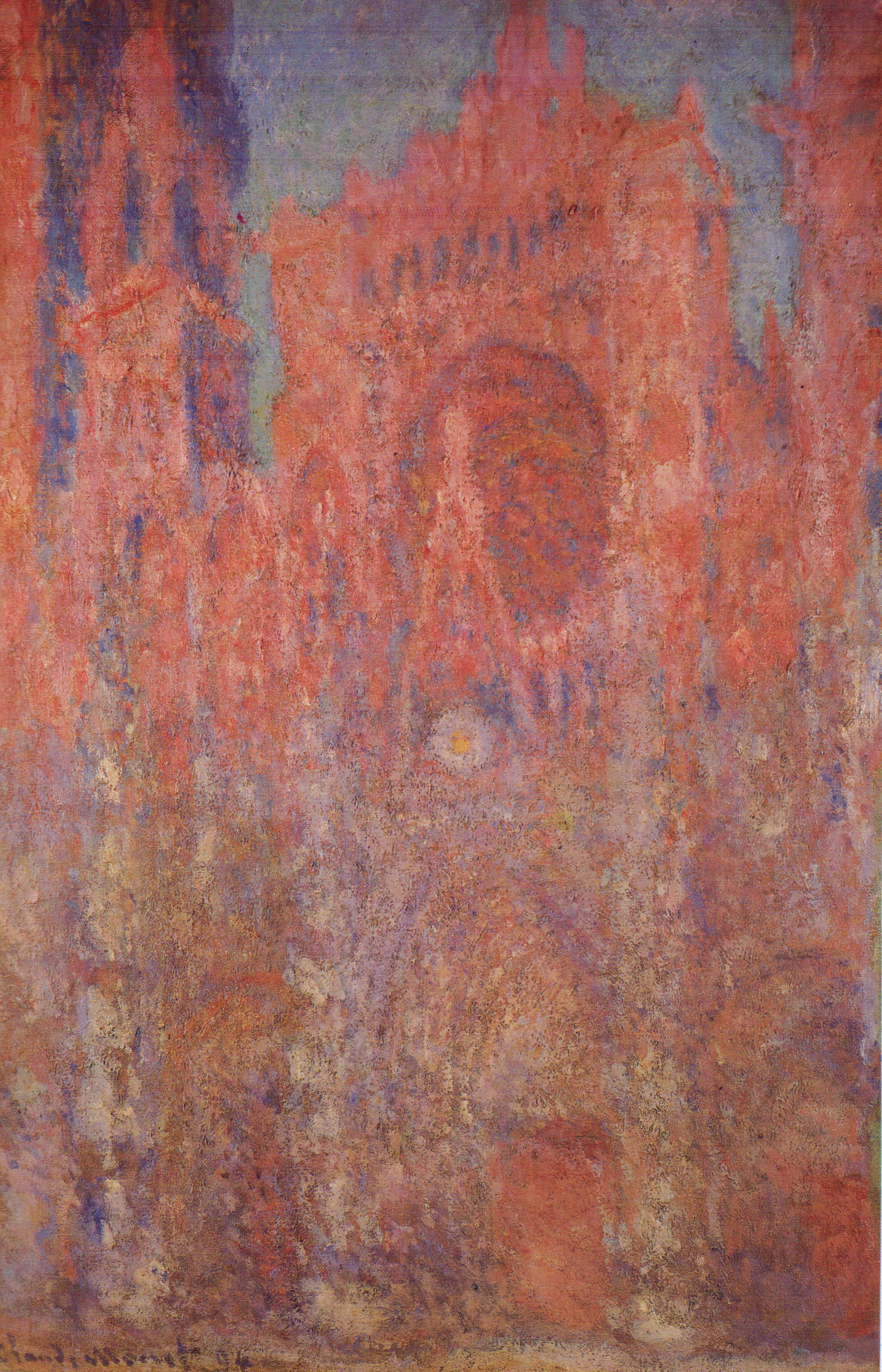
Fachada 1 1892-1894 Museu de Arte Pola
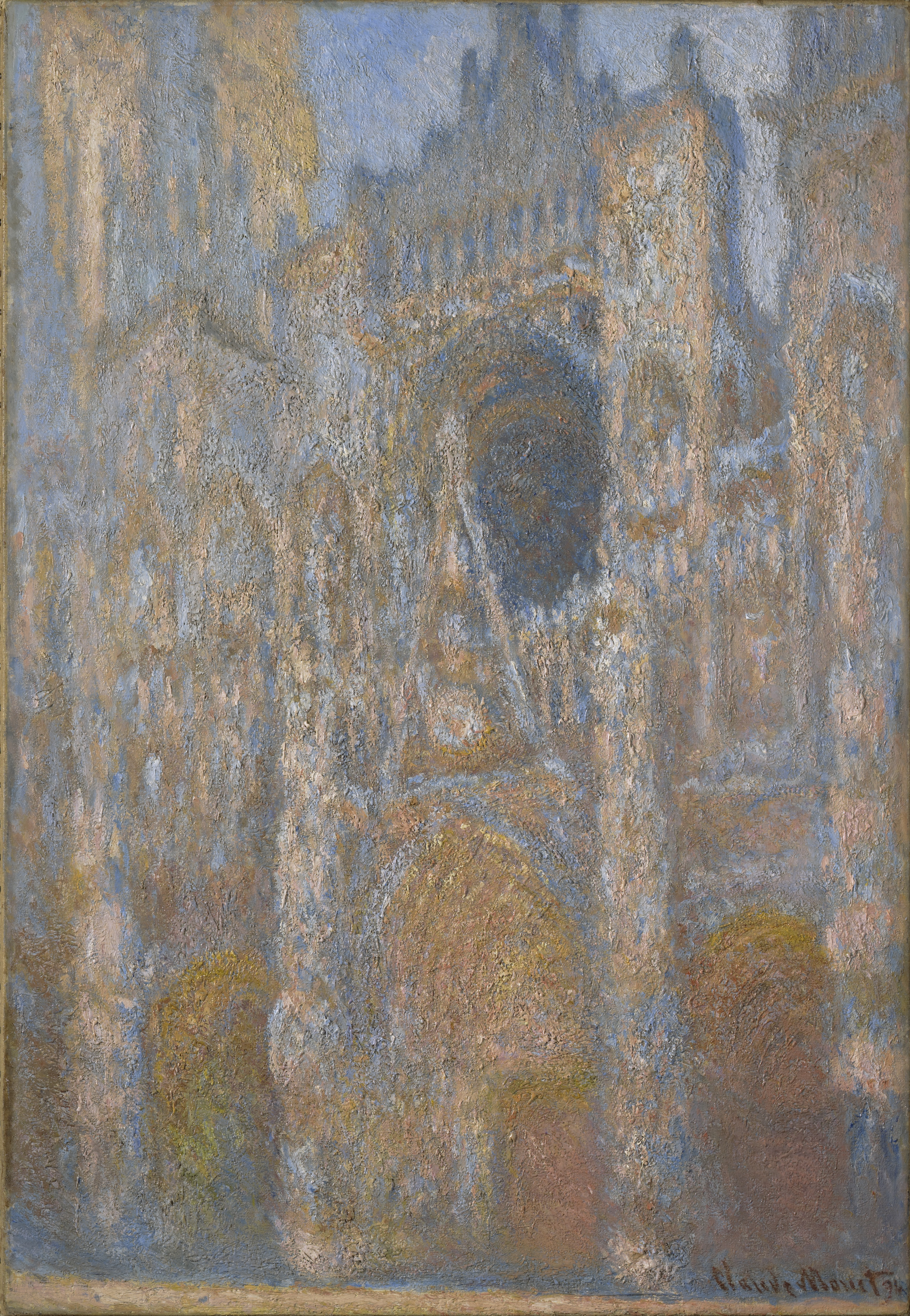
Fachada sob a luz do Sol, 1894, Clark Art Institute
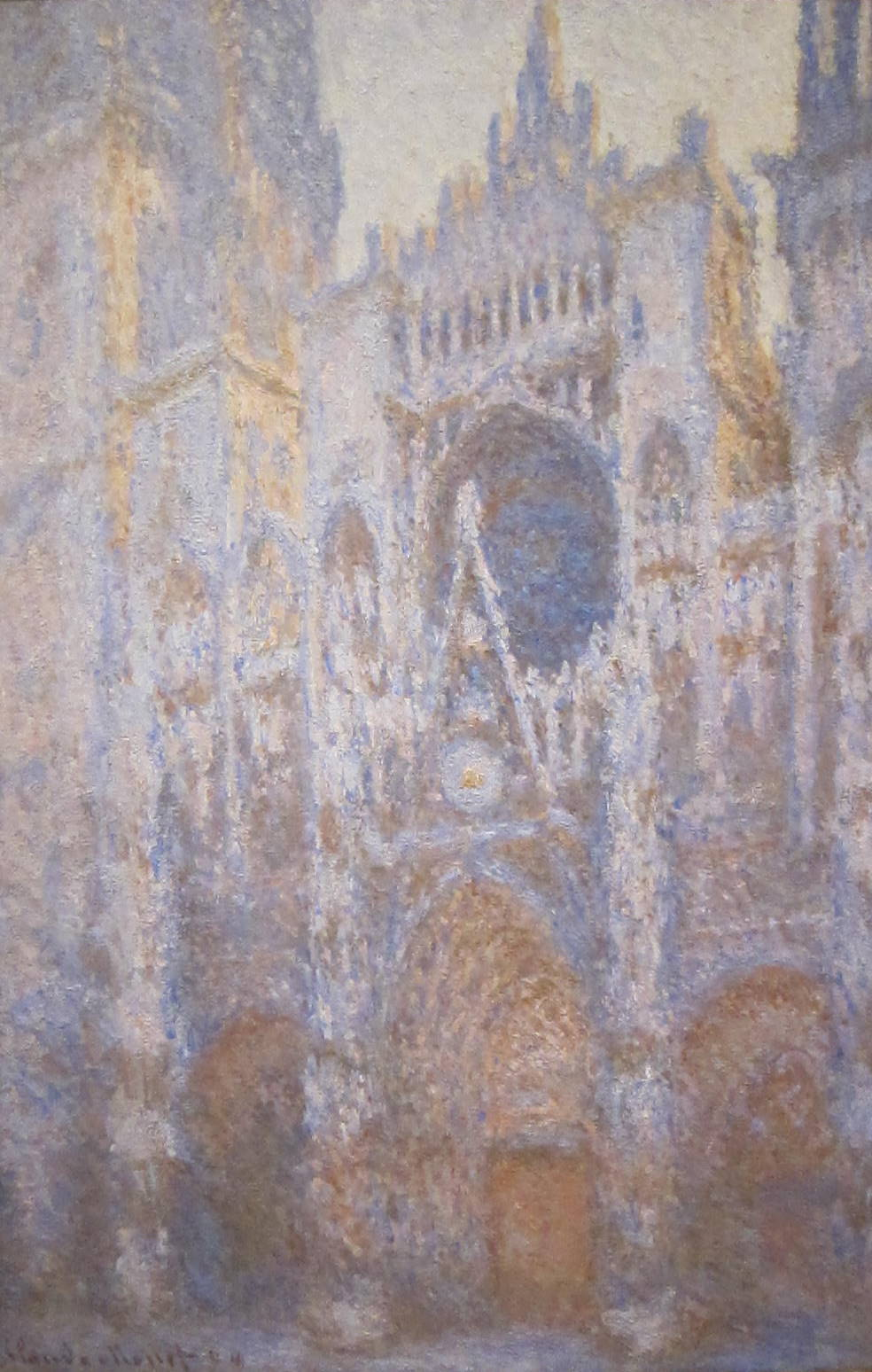
Fachada Oeste, 1894, National Gallery of Art
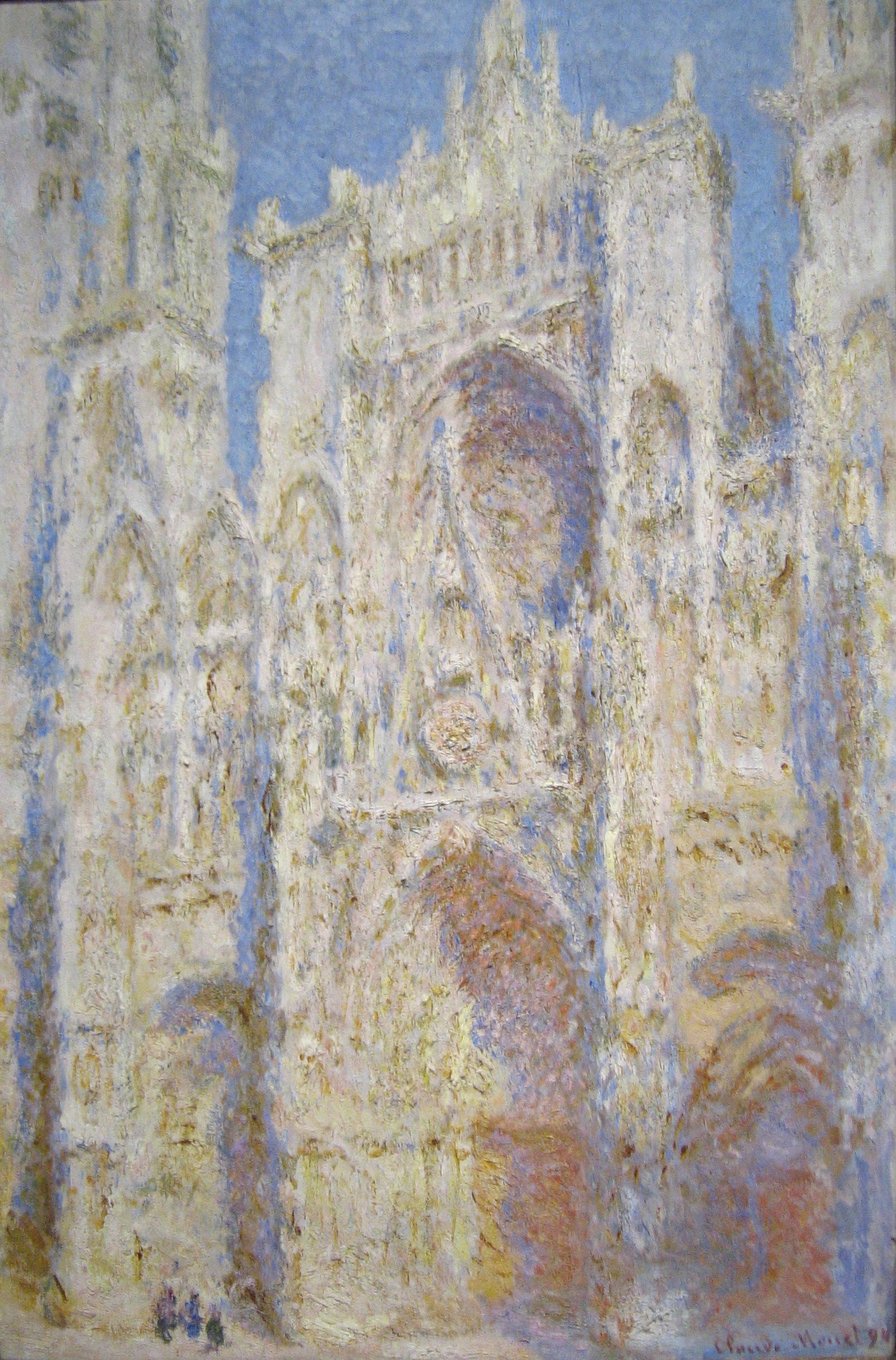
Fachada Oeste sob a luz do Sol, 1894, National Gallery of Art
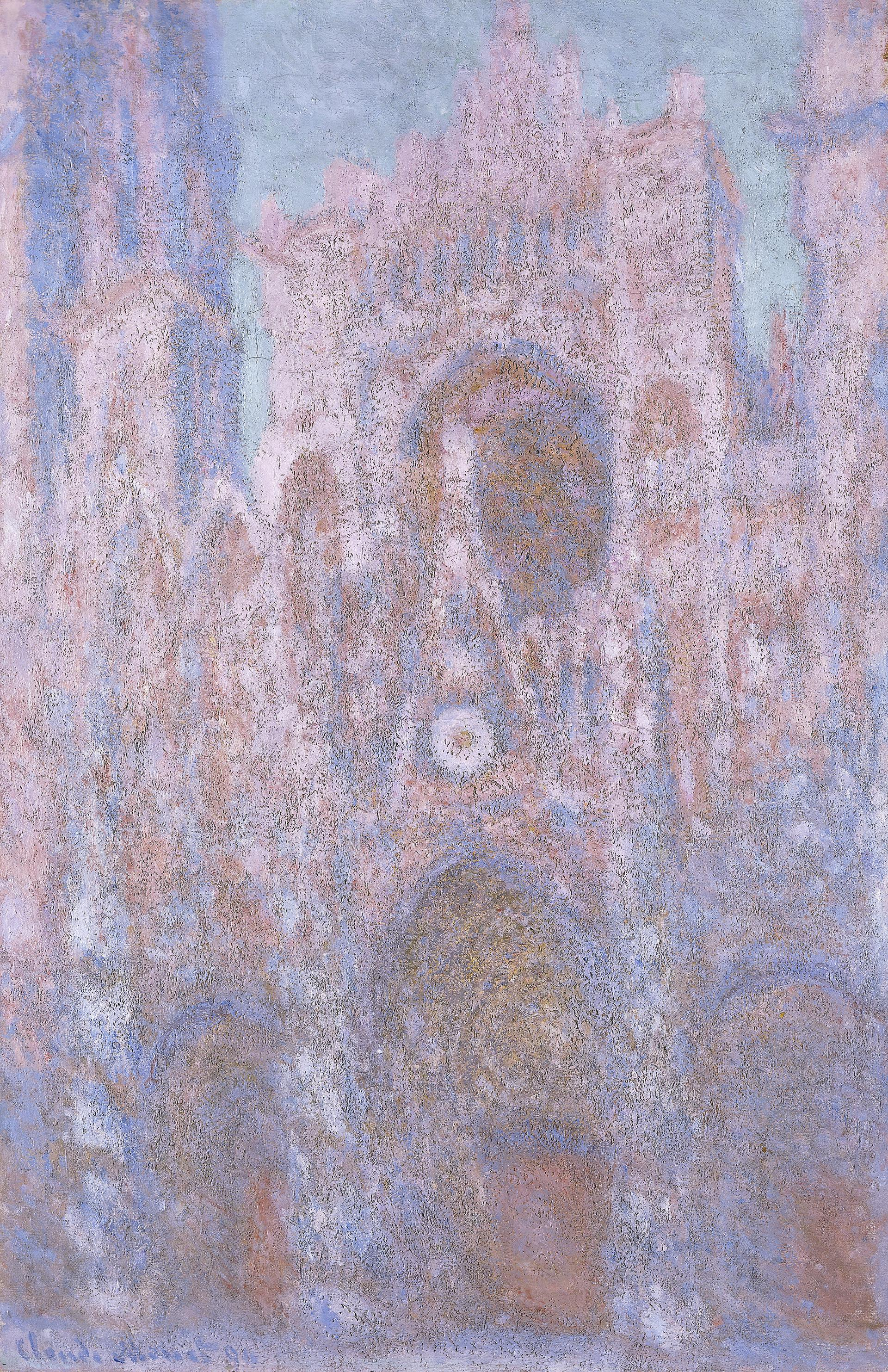
Sinfonia em cinza e rosa, 1894, Museum Cardiff
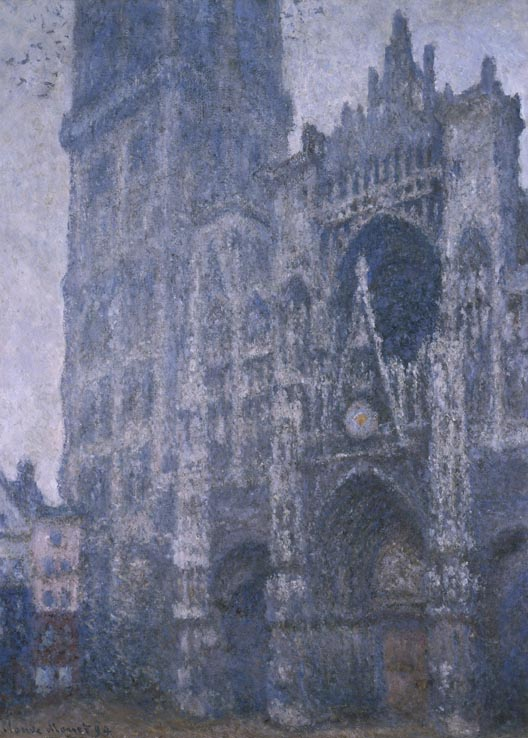
Tempo cinzento, 1894, Museu de Belas Artes de Ruão
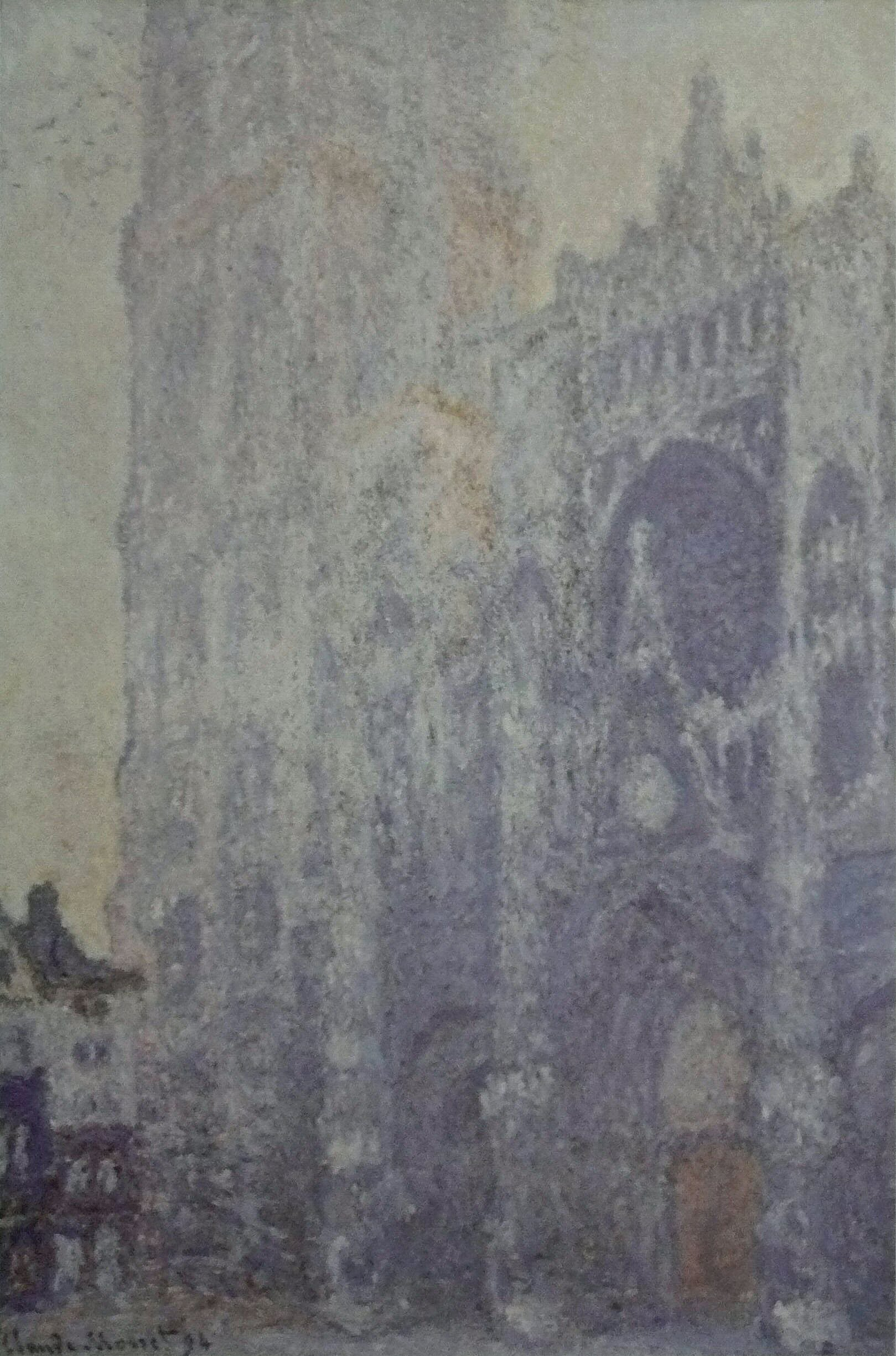
Harmonia em branco 1892-1893 Musée d'Orsay
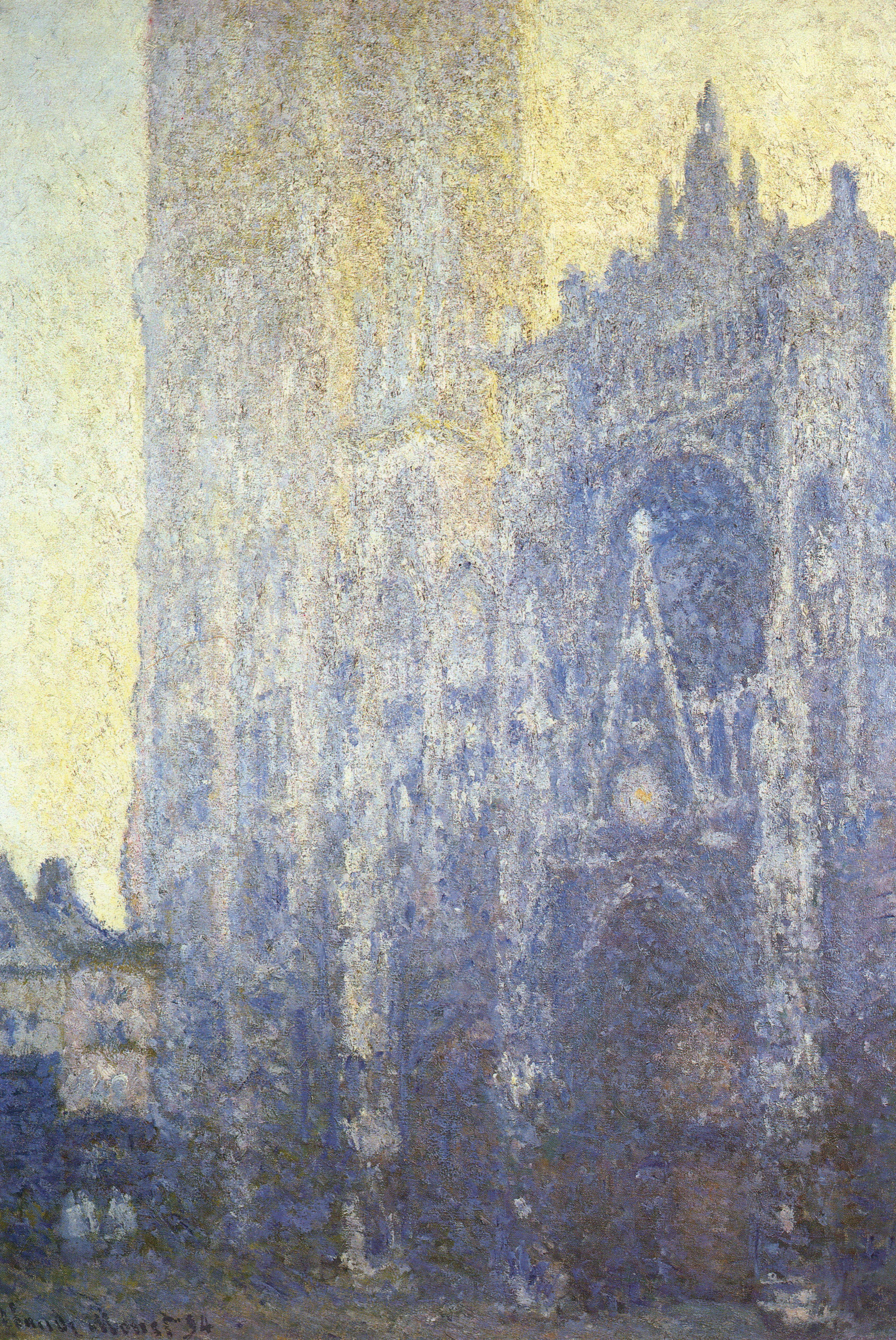
Dia de calor maçante 1892-1894 Museu Beyeler
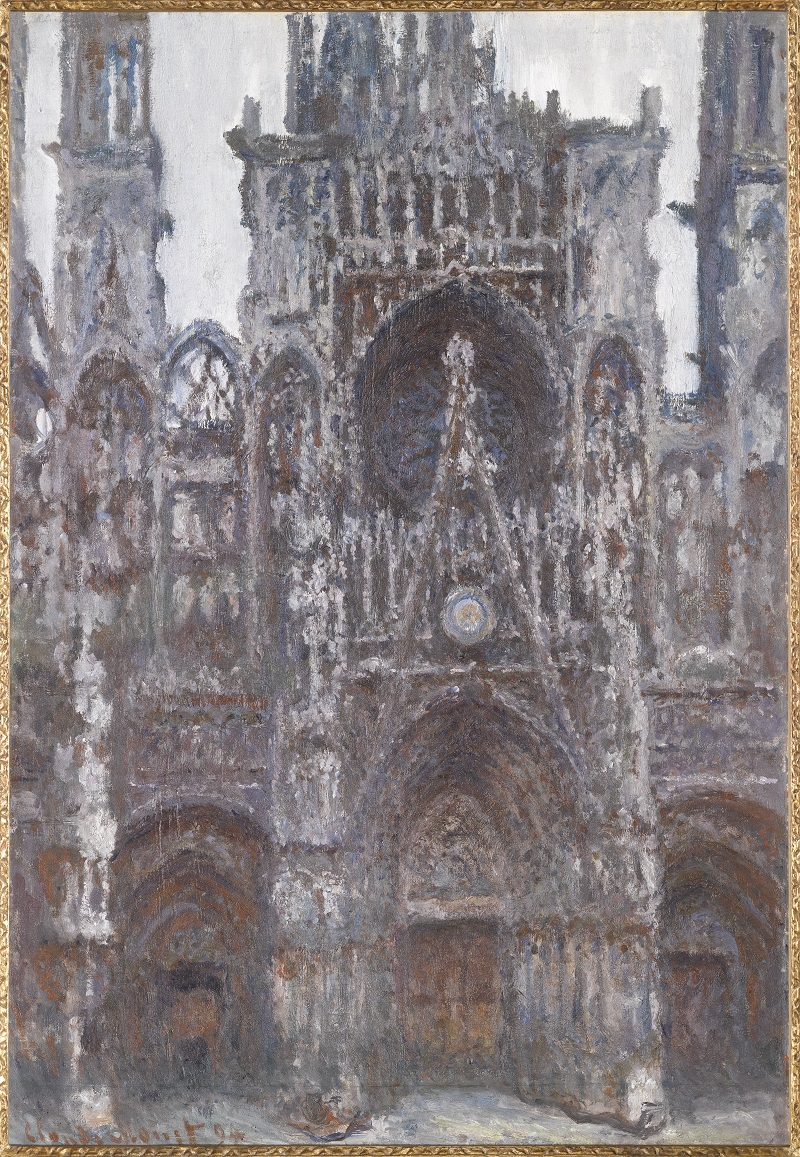
Clima parado 1892 Musée d'Orsay